# Переэтерификация

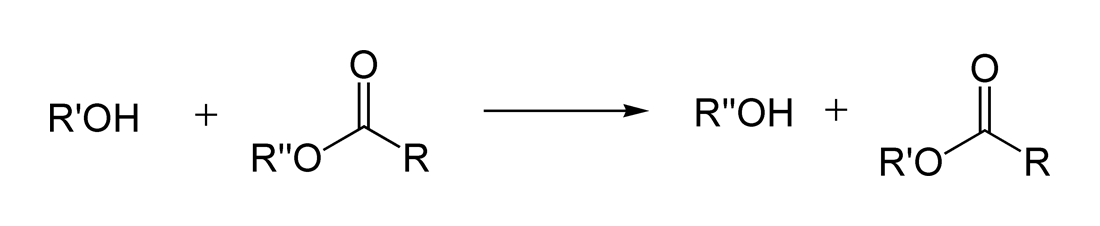
Переэтерификация через алкоголиз

Переэтерификация — это реакция жиров и масел, в которой сложные эфиры жирных кислот реагируют между собой или с жирными кислотами, в результате чего происходит обмен жирнокислотными группами и образуются новые сложные эфиры. В упрощенном виде переэтерификацию можно рассматривать как расщепление отдельных глицеридов, удаление случайно выбранной жирной кислоты, перемешивание ее с остальными жирными кислотами и замещение другой, случайно выбранной, жирной кислотой. В связи со случайным протеканием перегруппировки жирных кислот натуральных масел и жиров процесс переэтерификации иногда называют рандомизацией или перегруппировкой.

## История
Самая ранняя запись химической переэтерификации была сделана в 1844 году, когда Теофил-Жюль Пелуз опубликовал исследование синтеза триглицерида путем этерификации глицерина масляной кислотой. В 1920 году Вильгельм Норман, который также запатентовал каталитическое гидрирование жирных кислот, получил патент на химическую переэтерификацию пищевых липидов.  Химическая переэтерификация стала промышленно жизнеспособной в пищевой промышленности с тех пор, как с 1940-х годов стала использоваться для улучшения намазываемости и запекаемости сала. В 1970-х годах было возобновление интереса к этому процессу, особенно в качестве замены гидрогенизации для производства маргаринов без трансизомеров.

## Сырье
Реакция переэтерификации применяется непосредственно к маслам или жирам природного происхождения, либо к гидрогенизированным или фракционированным маслам. Обычно сырье (исходный продукт) представляет собой смесь двух или более масел.

## Виды переэтерификаций
В зависимости от используемого катализатора выделяют следующие виды переэтерификации: химическую и энзимную (ферментативную). Каждый способ имеет свои преимущества и недостатки.
Эффект, оказываемый переэтерификацией на свойства плавления продукта, зависит от исходного сырья. Более крутой наклон кривой плавления и более низкая температура плавления продукта достигается при переэтерификации тугоплавких жиров и жидкого масла. Кроме того, переход кристаллов в более устойчивую β-форму замедляется, что позволяет переэтерифицированным жирам стабилизироваться в виде кристаллов β'-формы.

### Химическая переэтерификация
При случайной переэтерификации жирнокислотные радикалы свободно перемещаются с одной позиции на другую в одном и том же глицериде, или от одного глицерида к другому. После перегруппировки жирных кислот достигается равновесие, которое основано на составе исходного сырья. Если переэтерификация применяется к двум чистым триглицеридам, каждый из которых с тремя идентичными жирными кислотами (AAA и BBB), результат может содержать шесть различных триглицеридов (AAA, AAB, ABA, ABB, BAB и BBB). Число равно 6, а не 23 = 8, из-за симметрии основной цепи глицерина. Это число намного больше, если сырье содержит три или более различных жирных кислоты. 

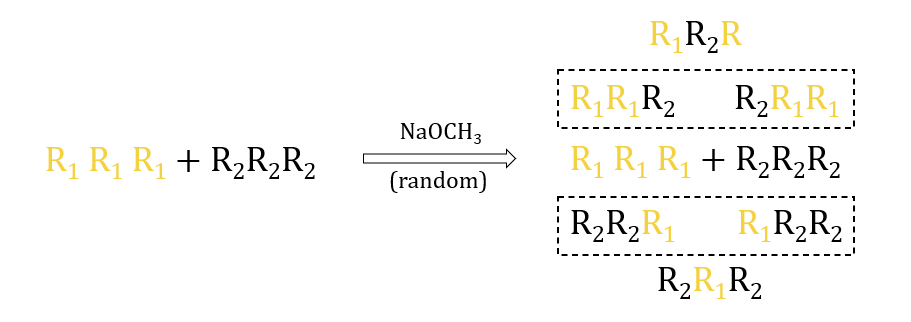
Направленная перегруппировка в процессе химической переэтерификации

Направленная перегруппировка препятствует усреднению жирнокислотного состава, сдвигая равновесие смеси. Этот процесс осуществляется при низких температурах, чтобы обеспечить кристаллизацию части смеси, в то время как обмен жирными кислотами продолжается в жидкой фазе. При этом образуются продукты различного состава, содержащие более высокую долю тугоплавких глицеридов и соответствующую более высокую долю очень легкоплавких глицеридов. Степень различия зависит от температуры, продолжительности и других условий реакции.
При химической переэтерификации используются натриевые катализаторы (метилат или этилат натрия), которые наиболее распространены, они требуют соблюдения условий хранения: герметичность упаковки, удаленность от источников открытого огня, повышенная влажность. Данные соединения не являются истинными катализаторами реакции, а служат лишь затравкой для образования таковых (глицерата натрия). После реакции катализатор должен инактивироваться и удаляться, поскольку переэтерификация является обратимой. Разрушение производится путем введения в систему воды или фосфорной кислоты. Продукт, полученный методом химической переэтерификации, подвергается дополнительной очистке и соответствует всем требованиям безопасности, установленным действующими нормативными документами.
Преимущества химической переэтерификации перед ферментативной в первую очередь связаны с окупаемостью (или возмещение производственных затрат) и начальными инвестициями. Химические катализаторы намного дешевле липаз. Даже при проведении процедур иммобилизации липазы себестоимость процесса остается высокой. Во-вторых, химическая переэтерификация - это проверенный процесс; он существует уже достаточно давно, и промышленные технологии и оборудование являются широко доступными.

### Ферментативная переэтерификация
При энзимной переэтерификации в качестве катализаторов применяют ферменты, а именно, липазы из различных источников. При использовании неспецифических липаз также, как при химической переэтерификации, получается рандомизированная смесь.
Использование 1,3-специфических липаз приводит к распределению жирных кислот отличному от статистического. Селективное отщепление затрагивает обычно жирные кислоты, находящиеся в sn-1 и sn-3 положениях триацилглициридов, не оказывая влияния на sn-2 положение. Использование 1,3-специфических липаз открывает огромные возможности по получению масложировых продуктов с определенным распределением жирных кислот в молекулах триацилглициридов, таких как аналоги масла какао, структурные липиды, заменители жиров грудного молока.

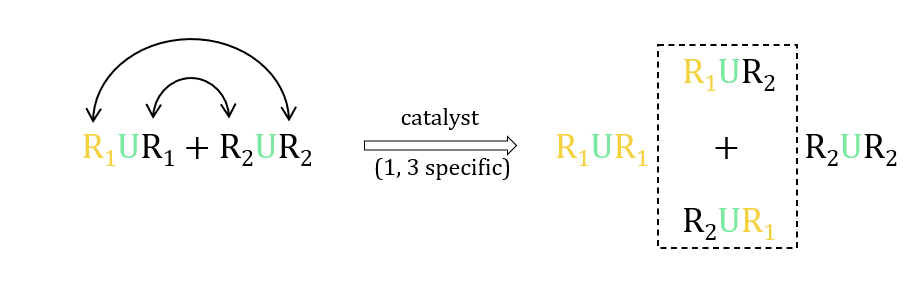
Распределение жирных кислот при использовании 1,3-специфических липаз

Ферменты получили широкое применение в медицине и пищевой промышленности благодаря бурному развитию биотехнологии. После огромной работы, проведенной производителями ферментных препаратов, энзимная переэтерификация стала доступна при производстве масложировой продукции в промышленных масштабах относительно недавно.
Это связано с тем, что ферментативные процессы протекают в водной среде, так как белковые молекулы биокатализаторов хорошо растворимы в воде, тогда как жиры и масла в воде нерастворимы. Долгое время считалось, что биокатализаторы не могут работать в отсутствие воды или в органических растворителях. Однако исследования показали, что сухие порошкообразные ферментные препараты активны и стабильны в безводной среде при определенных условиях, что обусловило возможность использования биокатализаторов в процессах модификации жиров и масел.  Исследования в этой области в начале 80-х гг. возглавили такие компании как «Unilever», «Novozymes» и «Fuji Oil». 
Энзимная переэтерификация обладает широкими возможностями по изготовлению жировых продуктов с заданными химическим составом и технологическими свойствами. Ее главные достоинства: получение жиров с необходимым распределением жирных кислот, сохранение токоферолов, экологически чистый и безопасный процесс. Но стоит сказать и о существенных недостатках данного способа, которые сдерживают его развитие - это высокая стоимость ферментов, их высокая чувствительность к pH среды, к свободным жирным кислотам и продуктам окисления, требуется более тщательная подготовка исходных жиров.